# Miltochrista kuatunensis
Miltochrista kuatunensis là một loài bướm đêm thuộc phân họ Arctiinae, họ Erebidae.